# Алеко Шишковски
Алеко Шишковски с псевдоним Хари е гръцки комунистически деец и партизанин от СНОФ и НОФ.

## Биография
Роден през 1925 година в костурското село Жупанища. Влиза в партизанския отряд „Лазо Търповски“ през 1943 година, а след това и в състава на Първа егейска бригада, създадена през ноември 1944 година. Член на Окръжния комитет на НОФ за Костурско. През 1948 година става командир на народната милиция в района на костурското село Лъка. Умира на 26 март 1948 година, докато воюва за ДАГ.